# Bataille de Skeleton Cave
Guerres apaches
La bataille de Skeleton Cave, également connue sous les noms de bataille de Skull Cave et bataille de Salt River Canyon, est un affrontement qui opposa le 28 décembre 1872 des troupes de l'United States Army à des Yavapais dans le territoire de l'Arizona.
Après plusieurs raids menés par les Yavapais, le général George Crook lance une campagne destinée à pacifier les Amérindiens de la région. Le 28 décembre 1872, les troupes du capitaine William H. Brown découvrent une bande de Yavapais réfugiés dans une grotte peu profonde située dans le Salt River Canyon. Il donne l'ordre d'ouvrir le feu, en visant les murs et le plafond de la grotte, de sorte que les balles puissent atteindre les Amérindiens par ricochets. 76 Yavapais — hommes, femmes et enfants — sont tués au cours de l'affrontement et leurs corps laissés sans sépulture.
Près de 30 ans plus tard, leurs ossements sont redécouverts et enterrés au cimetière de Fort McDowell par les Yavapais.